# Игнашкино (Оренбургская область)
Игнашкино — упразднённый посёлок в Северном районе Оренбургской области. На момент упразднения входил в состав сельского поселения Яковлевский сельсовет. Исключен из учётных данных в 1997 году.

## География
Располагался в истоке реки Сула, на расстоянии, примерно, 1,5 километра к юго-западу от села Яковлево.

## История
По данным на 1931 год посёлок состоял из 17 хозяйств. В административном отношении входил в состав Ново-Мертовского сельсовета Боклинского района Средневолжского края.
По данным на 1939 год посёлок входил в состав Ново-Мертовского сельсовета Секретарского района.
Постановление Законодательного Собрания Оренбургской области от 29 декабря 1997 г. посёлок исключен из учётных данных.

## Население
По данным на 1930 год в посёлке проживало 101 человек, основное население — мордва.